# Comuna de Fabianki
Fabianki (polaco: Gmina Fabianki) é uma gminy (comuna) na Polónia, na voivodia de Cujávia-Pomerânia e no condado de Włocławski. A sede do condado é a cidade de Fabianki.
De acordo com os censos de 2004, a comuna tem 8469 habitantes, com uma densidade 111,3 hab/km².

## Área
Estende-se por uma área de 76,1 km², incluindo:
- área agricola: 69%
- área florestal: 21%

## Demografia
Dados de 30 de Junho 2004:
|                      | Total   | Total | Mulheres | Mulheres | Homens  | Homens |
| -------------------- | ------- | ----- | -------- | -------- | ------- | ------ |
|                      | pessoas | %     | pessoas  | %        | pessoas | %      |
| População            | 8469    | 100   | 4267     | 50,4     | 4202    | 49,6   |
| Densidade (pop./km²) | 111,3   | 100   | 56,1     | 56,1     | 55,2    | 55,2   |

De acordo com dados de 2002, o rendimento médio per capita ascendia a 1272,97 zł.

## Comunas vizinhas
- Bobrowniki, Dobrzyń nad Wisłą, Lipno, Wielgie, Włocławek